# Nonostante tutto...
Nonostante tutto... è il secondo album del gruppo musicale italiano Dirotta su Cuba, pubblicato nel 1996 dall'etichetta discografica CGD/East West.

## Tracce
1. Sensibilità – 4:33
2. Ridere – 4:03
3. Non dire no! – 4:36
4. Io con te via da te – 4:43
5. Tribù – 4:15
6. Dammi la luna – 5:19
7. Vivere con te – 5:11
8. Inferno e paradiso – 4:46
9. I silenzi che parlano – 5:16
10. Peccati leggeri – 4:59
11. Tutto da rifare – 4:16

## Formazione
- Simona Bencini – voce, cori
- Rossano Gentili – voce, tastiera
- Stefano De Donato – voce, basso
- Gigi Cifarelli – chitarra elettrica
- Nicolò Fragile – tastiera, pianoforte
- Carmelo Isgrò – basso
- Alfredo Golino – batteria
- Giorgio Secco – chitarra acustica, chitarra elettrica
- Claudio Baccara – tastiera, pianoforte
- Marco Mangelli – basso
- Pierpaolo D'Emilio – chitarra elettrica
- Peppe Stefanelli – percussioni
- Demo Morselli – tromba
- Dino Gnassi – trombone
- Daniele Comoglio – sax
- Luca Signorini – sax, flauto
- Emanuela Cortesi, Chiara Iezzi, Paola Repele, Luca Jurman, Stefano De Maco, Alex Baroni – cori